# Psechrus torvus
Espèce
Synonymes
- Tegenaria torva O. Pickard-Cambridge, 1869
- Psechrus alticeps  Pocock, 1899

Psechrus torvus est une espèce d'araignées aranéomorphes de la famille des Psechridae.

## Distribution
Cette espèce se rencontre au Sri Lanka et en Inde au Kerala et au Tamil Nadu,.

## Description
Le mâle mesure 14,0 mm et la femelle 16,2 mm

## Publication originale
- O. Pickard-Cambridge, 1869 : Catalogue of a collection of Ceylon Araneida lately received from Mr J. Nietner, with descriptions of new species and characters of a new genus. I. Journal of The Linnean Society of London, Zoology, vol. 10, p. 373-397 (texte intégral).